# Janovce
Janovce – wieś (obec) na Słowacji położona w kraju preszowskim, w okręgu bardiowskim. Pierwsze wzmianki o miejscowości pochodzą z roku 1261.
Według danych z dnia 31 grudnia 2016, wieś zamieszkiwało 451 osób, w tym 226 mężczyzn i 225 kobiet.